# Dimos Velo-Vocha
Dimos Velo-Vocha (Velo-Vocha) är en kommun i Grekland.   Den ligger i prefekturen Nomós Korinthías och regionen Peloponnesos, i den sydöstra delen av landet, 90 km väster om huvudstaden Aten. Antalet invånare är 17 251. Arean är 165 kvadratkilometer.
Terrängen i Dimos Velo-Vocha är huvudsakligen kuperad, men åt nordost är den platt.